# 北畠具親
北畠 具親（きたばたけ ともちか、生年未詳 - 天正14年6月9日（1586年7月25日））は、戦国時代の武将。北畠具教の実弟である。宮内少輔。

## 生涯
伊勢国司の北畠家第7代当主・北畠晴具の三男として生まれた。長兄に具教がいたため、はじめ僧侶となって奈良興福寺東門院院主の地位にあった。
天正4年（1576年）11月、三瀬の変で兄が織田信長・信雄父子によって殺害されると、伊賀に潜入し、還俗して伊勢に戻り、伊勢南部の北畠家の旧臣をかき集めた。
天正5年（1577年）、三瀬谷・河俣谷・多気・小倭衆らの在地武士と飯高郡森城で挙兵に及んだが、織田信雄によって鎮圧・落城した。このため、安芸の毛利輝元を頼って、備後鞆に落ち延びた。そして、滞在していた足利義昭に仕え、幕府衆となる。
天正10年（1582年）6月、信長が本能寺の変で死去すると、具親は伊勢に戻り、安保直親らと共に伊勢五箇篠山城で再挙した。しかし、津川義冬率いる織田信雄軍に再び敗れ、伊賀に落ちたという。
天正12年（1584年）、蒲生氏郷が伊勢に入封すると、具親は蒲生氏のもとに客臣として迎えられるが、天正14年（1586年）6月9日に病没している。